# Kozarac (Gvozd)
Kozarac, naselje u Općini Gvozd Sisačko-moslavačke županije (Republika Hrvatska). 

## Zemljopisni položaj
Kozarac je smješten na Kordunu, u mikroregiji doline Gline Središnje Hrvatske. Udaljen je 6 km sjeveroistočno od općinskog sjedišta Gvozda. Leži na nadmorskoj visini od 125 m. Nalazi se županijskoj cesti Ž3152 (D35 - Lasinja - Bović - Blatuša /D6/).

## Stanovništvo
U Kozarcu, prema popisu stanovništva iz 2001., živi 166 ljudi.
| broj stanovnika | 358   | 385   | 407   | 470   | 473   | 471   | 472   | 563   | 412   | 476   | 441   | 347   | 338   | 291   | 166   | 122   | 90    |
|                 | 1857. | 1869. | 1880. | 1890. | 1900. | 1910. | 1921. | 1931. | 1948. | 1953. | 1961. | 1971. | 1981. | 1991. | 2001. | 2011. | 2021. |

## Gospodarstvo
Gospodarsku osnovu Kozarca čine ratarstvo, vinogradarstvo i stočarstvo.

## Poznate osobe
- Simo Mraović hrvatski pisac.

## Znamenitosti i zanimljivosti
- Kozarac pripada župi sv. Petra i Pavla iz Gvozda, Glinsko-petrinjski dekanat Zagrebačke nadbiskupije.